# Avenue d'Iéna
L'avenue d'Iéna è un viale che si trova nel XVI arrondissement di Parigi.

## Situazione e accessi
Lungo 1 140 metri e largo 36, fa parte dei giardini del Trocadéro all'altezza del n. 6 dell'avenue Albert-de-Mun e raggiunge la place Charles-de-Gaulle.
L'intersezione più importante è quella di place d'Iéna, con l'avenue du Président-Wilson.
Il viale è servito dalla metropolitana attraverso le stazioni di Charles de Gaulle-Étoile,  Kléber e  Iéna, che sono percorse dalle linee ,  e .

## Origine del nome
Il suo nome deriva dalla vicinanza del ponte d'Iéna, che commemora la vittoria di Napoleone Bonaparte sull'esercito prussiano, avvenuta nell'omonima battaglia il 14 ottobre 1806.

## Storia
Esso segue approssimativamente la traccia di un'antica via del villaggio di Chaillot, ove si trovava il padiglione del re Enrico IV e di Gabrielle d'Estrée.
Il viale fu aperto, trattandosi della principale parte (tra il Trocadéro e la rue de Presbourg), per decreto del 6 marzo 1858, con una larghezza prevista di 40 metri.
L'avenue d'Iéna ha soppresso la rue des Batailles, che era situata tra le attuali avenue Albert-de-Mun e place d'Iéna. 
Sontuosi hôtel particulier furono costruiti sul viale, comprendenti nella parte posteriore una terrazza sostenuta da un muro che costeggiava la rue Fresnel ove l'altezza delle costruzioni dell'altro lato fu limitata per lasciare una vista libera sulla Senna e la città.
Un decreto prefettizio del 20 dicembre 1961 ha attribuito il nome di place de l'Uruguay allo sbocco delle vie Galilée e Jean-Giraudoux sull'avenue d'Iéna, lato pari.

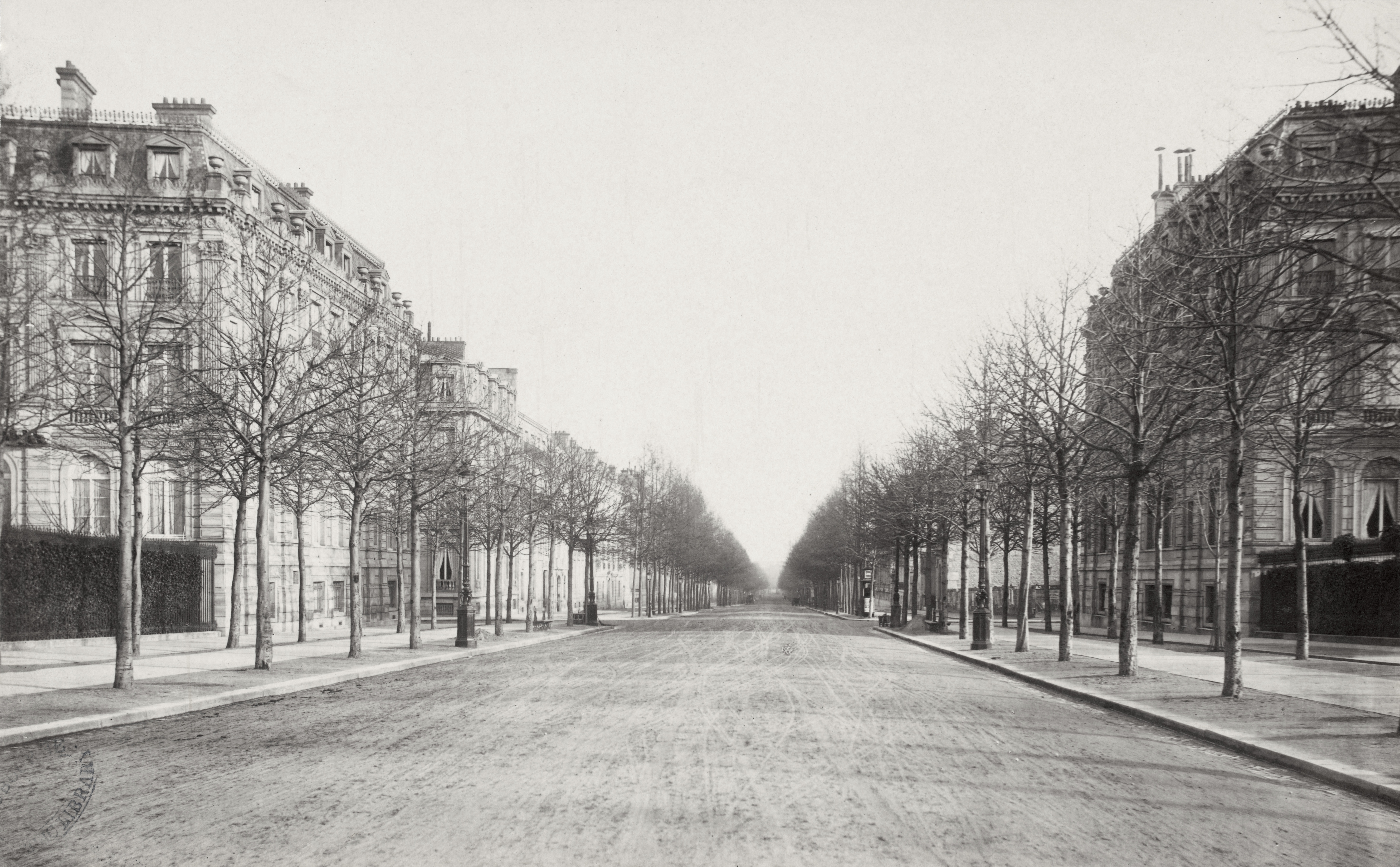
L'avenue verso il 1870 (foto di Charles Marville).
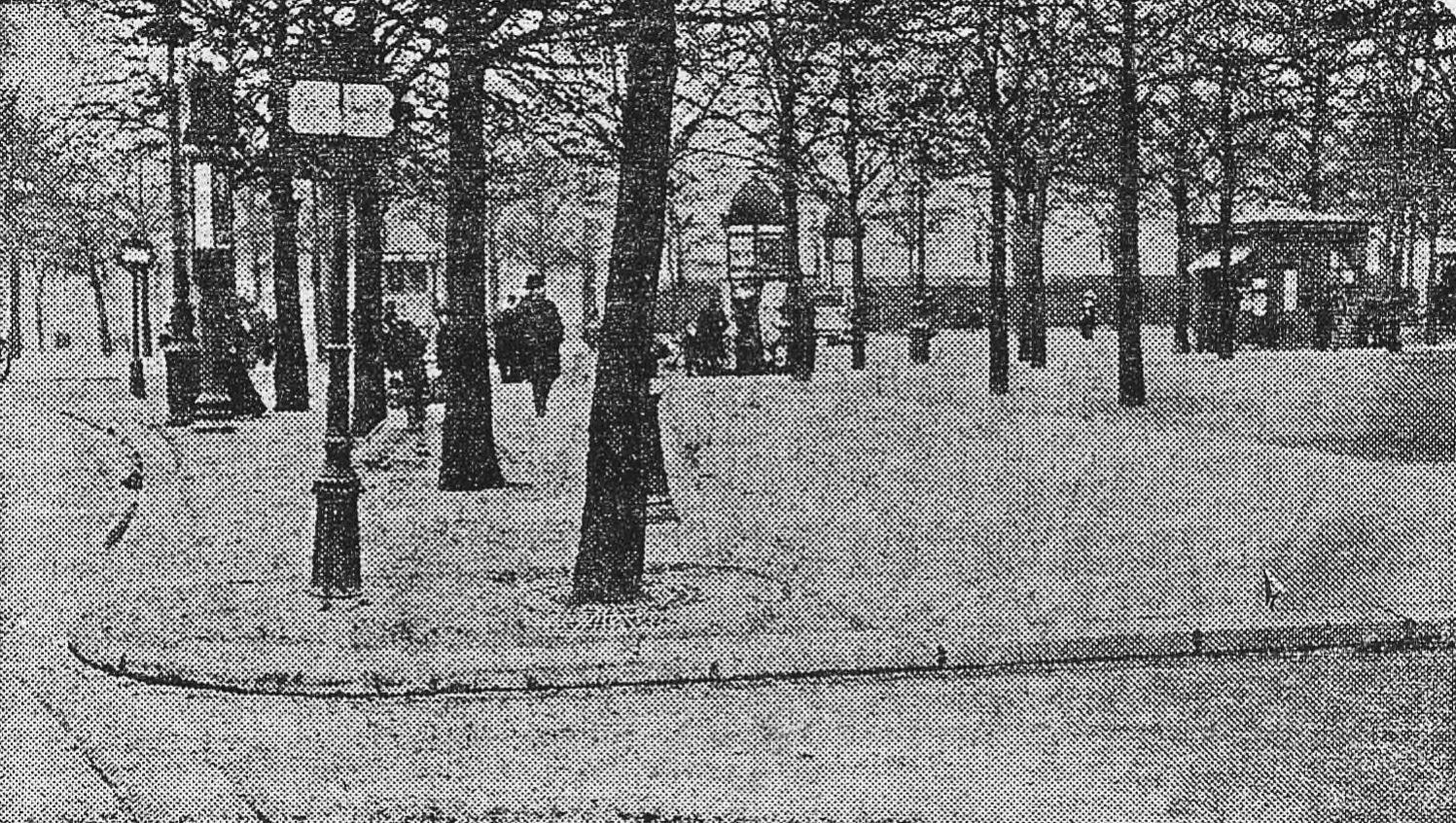
Luogo ov'è stato attaccato Armand Fallières (L'Humanité, 1908).
L'avenue vista dall'Arc de triomphe de l'Étoile.